# Карр, Люсьен
Люсьен Карр (англ. Lucien Carr; 1 марта 1925 — 28 января 2005) — американский журналист, редактор, один из основоположников «бит-поколения», по мнению некоторых поклонников, отец-основатель этого течения. Стал известен после выхода книги «И бегемоты сварились в своих бассейнах», написанной Джеком Керуаком и Уильямом Берроузом, а также фильма «Убей своих любимых», где его роль исполнил актёр Дейн Дехаан.

## Детские годы. Дэвид Каммерер

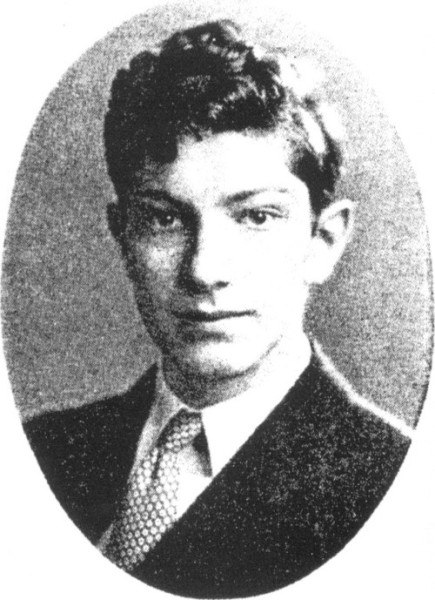
Дэвид Каммерер.

Люсьен Карр был рожден в Нью-Йорке, в семье Марион и Рассела Карра. Родители Люсьена происходили из знатных родов. После развода родителей в 1930 он переехал с матерью в Сент-Луис, где в дальнейшем провел своё детство.
Позднее познакомился с Дэвидом Каммерером (1911—1944), человеком, который в дальнейшем оказал сильное влияние на его жизнь и стал причиной смены его образа жизни. Каммерер был учителем английского языка и физкультуры в Вашингтонском университете в Сент-Луисе. Каммерер был другом детства Уильяма Берроуза. Впервые Дэвид встретил Люсьена в бойскаутском отряде и быстро стал одержим подростком.

На протяжении следующих пяти лет Каммерер преследовал Люсьена где бы тот ни появлялся. Далее Карр, как и его друзья и семья, будет настаивать на том, что Дэвид преследовал подростка в сексуальном плане с хищной настойчивостью. А предмет того, было ли поведение Каммерера для Люсьена пугающим или лестным (или и то, и другое), является причиной для споров среди тех, кто ведет хронику истории бит-поколения. Но что известно точно, так это то, что Карр постоянно переходил из одной школы в другую: начиная с Академии Филлипса в Андовер (Массачусетс), затем в Боудин-колледж, Брансуик (Мэн) и Чикагский университет, и Дэвид преследовал его везде. Эти двое контактировали при случае. Берроуз верил, что Каммерер и Люсьен никогда не вступали в сексуальную связь; Биограф Керуака Деннис МакНелли утверждал:
Каммерер был двойником (Doppelgänger), чьи сексуальные желания Люсьен не удовлетворил бы; Их связь была переплетенной массой разочарований, которые зловеще намекали на неприятности.
В Чикаго Карр пытался закончить жизнь самоубийством, засунув свою голову в газовую духовку. Он объяснил это, как „предметом искусства“, но очевидная попытка суицида привела его к двухнедельному содержанию в психиатрическом отделении в госпитале округа Кук. Позже мать забрала Люсьена обратно в Нью-Йорк и перевела его в Колумбийский университет, поближе к дому. Но её попытки защитить сына от Каммерера не увенчались успехом; вскоре Дэвид также переехал в Нью-Йорк и купил квартиру в Вест-Виллидж. Уильям Берроуз поселился в квартале от старого друга.

## Колумбия и «Разбитые»

### Колумбийский университет
Будучи первокурсником в Колумбийском университете, Карр был признан исключительным учеником с быстрым умом. Он вступил в студенческую литературно-дискуссионную группу Филолексианского общества.

(слева направо) Люсьен Карр, Джек Керуак, Аллен Гинзберг, Уильям Берроуз.

Именно в Колумбии Лу подружился с Алленом Гинзбергом в общежитии Нью-Йоркской объединённой теологической семинарии на Западной улице 122. В тот вечер Гинзберг зашёл в комнату Карра, чтобы узнать, кто играет запись трио Брамса. Вскоре после этого молодая девушка Эдди Паркер познакомила Люсьена со своим парнем Джеком Керуаком (на тот момент ему было 22 и его и без того короткая карьера моряка походила к концу). После Карр познакомил Аллена, Джека и Уильяма друг с другом. Круг „Вольнодумцев“ был сформирован и в центре него стоял именно Карр. Как говорил Гинзберг: Лу был клеем. Карр, Керуак, Гинзберг и Берроуз вместе исследовали самое мрачное подбрюшье Нью-Йорка. Именно в это время они познакомились с Гербертом Ханке, персонажем преступного мира, а позже писателем и поэтом. У Карра был вкус к провокационному поведению, к похабным песням и грубым выходкам, направленным на то, чтобы шокировать тех, кто придерживается высоких ценностей среднего класса. Например, потопить яхту или поджечь машину.

По словам Керуака, Карр однажды убедил его залезть в пустой пивной бочонок, который Карр затем покатил по Бродвею. Гинзберг писал в своем дневнике в то время:
„Знай эти слова, и ты говоришь на языке Карра: плод, фаллос, клитор, непреодолимое влечение, фекалии, матка, Рембо.“
Именно Карр первым познакомил Аллена с творчеством французского поэта Артюра Рембо, который, в свою очередь, оказал сильное влияние на дальнейшую поэзию Гинзберга.
Аллен был очарован Люсьеном, называл его саморазрушающимся эгоистом, но также обладателем настоящего ума гения. Сокурсники считали Карра талантливым и беспутным, ночным гулякой, любящим гулять до рассвета по тёмным закоулкам Челси и Гринвич-Виллидж. При этом, такие ночные похождения ни коим образом не сказывались на выступления Карра в классе. Как-то раз Люсьена спросили, зачем он тащит банку с джемом, на что юноша просто ответил: „собираюсь на свидание“. Вернувшись в свое общежитие ранним утром следующего дня и обнаружив, что кровать его была застелена короткими простынями, Карр в отместку опрыскал комнаты своих товарищей по общежитию пожарным шлангом из коридора, пока те ещё спали.
На протяжении целых десяти месяцев Каммерер оставался в тени, был „второстепенным персонажем“ всей этой бурлящей толпы, но его одержимость Карром не угасала. В свою же очередь Люсьен старался, по мере возможностей, избегать Дэвида. Однажды Берроуз застал Каммерера за попыткой повесить кошку Керуака. Психика Каммерера явно разлагалась; он едва сводил концы с концами. В июле 1944 года Карр и Керуак заговорили о том, чтобы отправиться из Нью-Йорка на торговом судне, и Каммерер сходил с ума при мысли о возможной потере Карра. В начале августа Каммерер прокрался в комнату Люсьена по пожарной лестнице и полчаса смотрел, как тот спит; когда он снова выполз наружу, его поймал охранник.

### Новое видение
Ещё перед вступлением в Колумбийский университет Карр начал разрабатывать то, что он называл „Новым видением“. В основу этой философии легло множество идей, которые Карр почерпнул из книг. Как вспоминал Гинзберг: 
„Это было очень богатое собрание книг, которые мы бы не получили в колледже, только вне колледжа, потому что сам колледж был частью Американской Империи, а это был закат Империи“.
Главной идеей „Нового видения“ было полное, правдивое самовыражение, смерть морали и „мещанской нравственности“. Для получения такого эффекта необходимо добиться полного расстройства чувств за счёт подвержения сомнению каждого аспекта общественных ценностей. Нередко компания добивалась такого же эффекта благодаря злоупотреблению наркотиками.
Вдохновением для „Нового видения“ служили, в основном, работы французского поэта Артюра Рембо и произведение Достоевского „Преступление и наказание“. Из идей Рембо и Раскольникова Карр сформировал собственную цель: возвыситься над мирской реальностью современного общества с помощью выражения своей творческой силы.

## Убийство в Риверсайд-парке

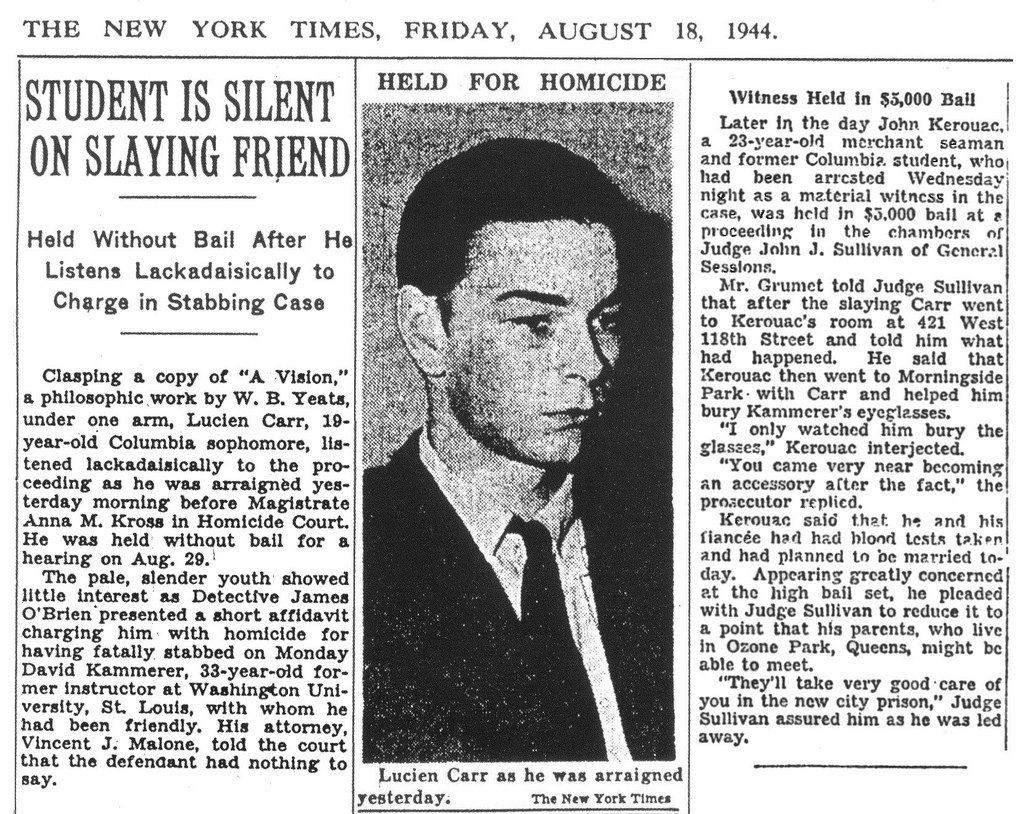
Статья из газеты, рассказывающая о совершённом убийстве. На фото изображён Люсьен.

13 августа 1944 Карр и Керуак попытались отплыть из Нью-Йорка во Францию на торговом судне, прикинувшись французом (Джек) и его глухонемым другом (Люсьен), но в последний момент их вышвырнули с корабля. Парни отправились в свой любимый бар в Вест-Энде, после чего Керуак первый его покинул. По пути обратно он встретил Дэвида и, по просьбе второго, рассказал ему, где Люсьен сейчас. Каммерер нагнал Лу и двое отправились на прогулку по Вест-Энду, заканчивая в Риверсайд-парке.
Согласно версии Карра, он и Дэвид отдыхали недалеко от улицы Западной 115, когда Каммерер попытался совершить сексуальный шаг в сторону юноши, но Люсьен отказал. Тогда Каммерер физически напал на Карра и, будучи крупнее, одержал вверх. Тогда, в панике, Люсьен достал свой старый бойскаутский нож и ударил им мужчину. Чтобы избавиться от тела, Люсьен связал руки и ноги Дэвида, а карманы наполнил камнями. После юноша сбросил тело в ближайшую реку Гудзон.
После случившегося Люсьен отправился к другу Ульяму Берроузу, отдал ему окровавленную пачку сигарет Каммерера и рассказал о случившемся. Берроуз спустил пачку сигарет в унитаз, сказал Люсьену найти адвоката и сознаться во всём полиции. Но вместо этого Карр разыскал Керуака, который, не без помощи своего протеже Герберта Ханке Эйба Грина помог юноше избавиться от ножа и некоторых вещей убитого. Позднее Карр приходит в полицию и сознаётся в совершенном преступлении. Прокуроры, не уверенные в правдивости этой истории и даже в том, что было совершено убийство, держали Люсьена под стражей до тех пор, пока не нашли тело Каммерера. Карр опознал труп, а затем повел полицию туда, где он спрятал очки Каммерера в Морнингсайд-парке.
Также, вместе с Карром, были арестованы Керуак и Берроуз, идущие как важные свидетели. За Берроуза был внесен залог его отцом. От Керуака же отец отказался и залог за „23-летнего моряка“ был внесен родителями его девушки Энди при условии, что пара поженится. Через несколько лет их брак был аннулирован.
Сам же Карр был обвинён в убийстве второй степени. Газета „Нью-Йорк Таймс“ назвала это преступление „Убийством чести“ и средством защиты молодого гетеросексуального парня от нападения одержимого гомосексуалиста. Люсьен был приговорен к тюремному заключению сроком от одного до двадцати лет; он отсидел два года в исправительном учреждении Эльмира в северной части штата Нью-Йорк и был освобожден.
Вскоре после убийства Аллен Гинзберг начал писать роман об этом преступлении, который он назвал „Песней крови“, но его преподаватель английского языка в Колумбийском университете, стремясь предотвратить более негативную рекламу для Карра или университета, убедил Гинзберга отказаться от этой идеи. Инцидент с Карром также вдохновил Керуака и Берроуза на сотрудничество в 1945 году над романом под названием „И бегемоты сварились в своих бассейнах“, который был впервые полностью опубликован в ноябре 2008 года.

В своём дневнике Гинзберг писал:
„Круг Вольнодумцев“ был уничтожен одновременно со смертью Каммерера».
Фильм 2013 года «Убей своих любимых» представляет собой вымышленный рассказ об убийстве в Риверсайд-парке, в котором рассказывается версия убийства, аналогичная версии, изображенной в « И бегемоты варились в своих резервуарах» . В фильме Каммерер изображен глубоко влюбленным в Карра до одержимости. Карр изображается как молодой человек, который очень противоречив своими чувствами к Каммереру и изо всех сил пытается разорвать отношения. Их отношения ещё больше осложняются тем, что Карр использует Каммерера для написания своих университетских сочинений, а Каммерер использует эссе, чтобы оставаться привязанным к Карру.

## Годы после освобождения

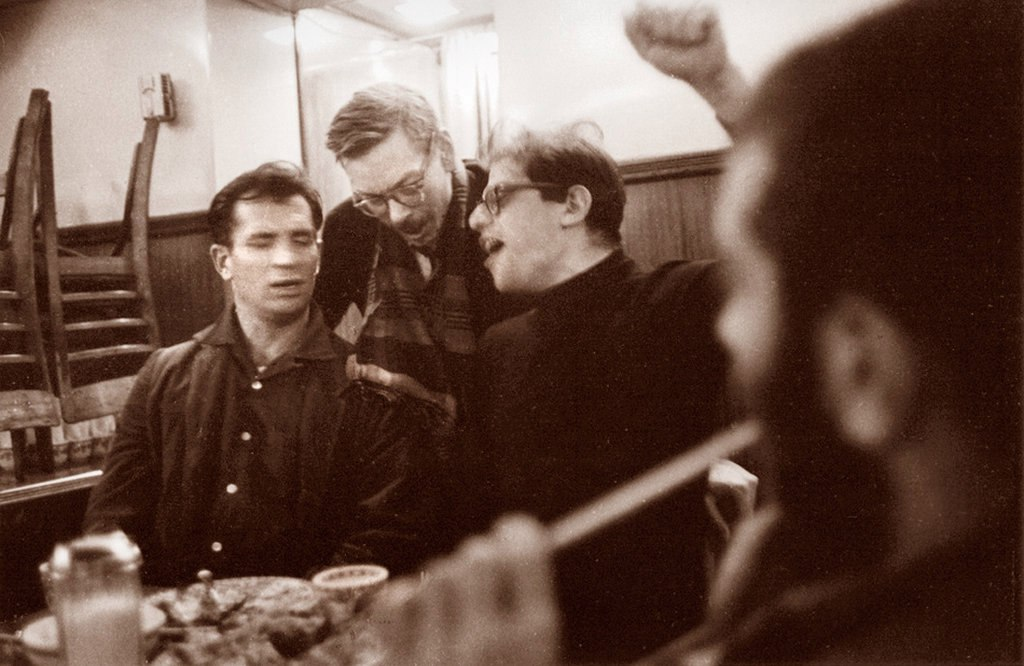
(слева направо) Джек Керуак, Люсьен Карр, Аллен Гинзберг.

После тюремного заключения Карр устроился на работу в United Press International в 1946 году. Люсьен сохранил довольно хорошие отношения со своими старыми друзьями-битниками; был шафером на свадьбе Керуака и Джоан Хаверти в ноябре 1950 года.
Карр был преданным сотрудником ЮПИ. В 1956 году, когда поэма Гинзберга «Вопль» и роман Керуака «В дороге» стали чуть ли не национальными сенсациями, Люсьена повысили до редактора ночных новостей.

Оставив позади свой юношеский эксгибиционизм, Карр стал ценить свое уединение. Люсьен также попросил убрать своё имя из посвящения в начале поэмы «Вопль», на что Гинзберг согласился. Карр даже стал голосом предостережения в жизни Гинзберга, предупреждая поэта: 
«Держи мошенников и паразитов на расстоянии вытянутой руки».

Люсьен Карр с женой и сыном.

Карр продолжал служить Керуаку в качестве собутыльника, читателя и критика, просматривая ранние наброски работ Джека и впитывая растущее разочарование Керуака в издательском мире.
Карр женился на Франческе Ван Гарц в 1952 году и у пары родилось трое детей: Саймон, Кэлеб и Итан. После их брак был расторгнут и Люсьен женился на Шейле Джонсон.
По словам Амрама, Карр оставался верен Керуаку до конца его жизни, даже когда Керуак впал в отчуждение и алкоголизм.

Люсьен Карр провёл 47 лет в ЮПИ и возглавлял отдел общих новостей вплоть до своей отставки в 1993 году. Если в молодости он славился своим ярким стилем и эпатажной лексикой, то в качестве редактора он совершенствовал противоположный стиль и воспитывал навыки краткости в поколениях молодых журналистов, которых он наставлял. Он был известен своим часто повторяемым предложением: 
«Почему бы вам просто не начать со второго абзаца?»
Считалось, что у Карра есть строгие приемлемые стандарты для хорошего ведущего, его мантра была «Заставь их смеяться, заставь их плакать, заставь их возбуждаться» (или вариации).

## Смерть
Карр скончался в больнице университета Джорджа Вашингтона в Вашингтоне в январе 2005 года после долгой борьбы с раком кости.

## Фильм «Убей своих любимых»
Картина рассказывает зрителям о том, как был сформирован «Круг вольнодумцев»; проносит нас по самым значимым моментам в истории друзей вплоть до убийства Дэвида Каммерера, чью роль исполнил Майкл Си Холл.
Дэниел Редклифф исполнил роль поэта Аллена Гинзберга, Джек Хьюстон взял на себя образ Джека Керуака, а Бен Фостер сыграл Уильяма Берроуза, роль Люсьена Карра исполнил Дэйн Дехаан.